# Eliteserien 2012
La Eliteserien 2012, nota anche come Tippeligaen 2012 per ragioni di sponsorizzazione, fu la sessantasettesima edizione della Eliteserien, massima serie del campionato norvegese di calcio. Iniziata il 23 marzo con l'anticipo della prima giornata e conclusasi il 18 novembre 2012, con una sosta estiva dal 20 maggio al 30 giugno, vide la vittoria finale del Molde, al suo secondo titolo consecutivo. Capocannonieri del torneo furono Péter Kovács (Strømsgodset)  e Zdeněk Ondrášek (Tromsø), con 14 reti.

## Stagione

### Novità
Dalla Eliteserien 2011 vennero retrocessi lo Start e il Sarpsborg 08, mentre dalla 1. divisjon 2011 vennero promossi l'Hønefoss e il Sandnes Ulf, al ritorno in massima serie dopo la stagione 1939-1940, interrotta a causa dell'invasione tedesca della Norvegia.

### Formula
Le sedici squadre partecipanti si affrontarono in un girone all'italiana con partite di andata e di ritorno, per un totale di 30 giornate. La prima classificata, vincitrice del campionato, veniva ammessa alla UEFA Champions League 2013-2014. La seconda e la terza classificata venivano ammesse alla UEFA Europa League 2013-2014, assieme al vincitore della Coppa di Norvegia. La quattordicesima classificata disputava uno spareggio promozione/retrocessione con la vincitrice dei play-off della 1. divisjon. Le ultime due classificate venivano retrocesse direttamente in 1. divisjon.

## Squadre partecipanti
| Club         | Stagione | Città       | Stadio              | Stagione 2011            |
| ------------ | -------- | ----------- | ------------------- | ------------------------ |
| Aalesund     | dettagli | Ålesund     | Color Line Stadion  | 9º posto in Eliteserien  |
| Brann        | dettagli | Bergen      | Brann Stadion       | 4º posto in Eliteserien  |
| Fredrikstad  | dettagli | Fredrikstad | Fredrikstad Stadion | 12º posto in Eliteserien |
| Haugesund    | dettagli | Haugesund   | Haugesund Stadion   | 6º posto in Eliteserien  |
| Hønefoss     | dettagli | Hønefoss    | AKA Arena           | 1º posto in 1. divisjon  |
| Lillestrøm   | dettagli | Lillestrøm  | Åråsen Stadion      | 13º posto in Eliteserien |
| Molde        | dettagli | Molde       | Aker Stadion        | Campione di Norvegia     |
| Odd Grenland | dettagli | Skien       | Skagerak Arena      | 5º posto in Eliteserien  |
| Rosenborg    | dettagli | Trondheim   | Lerkendal Stadion   | 3º posto in Eliteserien  |
| Sandnes Ulf  | dettagli | Sandnes     | Sandnes Stadion     | 2º posto in 1. divisjon  |
| Sogndal      | dettagli | Sogndal     | Fosshaugane Campus  | 14º posto in Eliteserien |
| Stabæk       | dettagli | Bærum       | Nadderud Stadion    | 10º posto in Eliteserien |
| Strømsgodset | dettagli | Drammen     | Marienlyst Stadion  | 8º posto in Eliteserien  |
| Tromsø       | dettagli | Tromsø      | Alfheim Stadion     | 2º posto in Eliteserien  |
| Vålerenga    | dettagli | Oslo        | Ullevaal Stadion    | 7º posto in Eliteserien  |
| Viking       | dettagli | Stavanger   | Viking Stadion      | 11º posto in Eliteserien |

## Allenatori
| Squadra      | Allenatore                                                                           |
| ------------ | ------------------------------------------------------------------------------------ |
| Aalesund     | Kjetil Rekdal                                                                        |
| Brann        | Rune Skarsfjord                                                                      |
| Fredrikstad  | Tom Freddy Aune (1ª-7ª) (dimissioni) Trond Amundsen (8ª-30ª)                         |
| Haugesund    | Jostein Grindhaug                                                                    |
| Hønefoss     | Leif Gunnar Smerud                                                                   |
| Lillestrøm   | Petter Belsvik (assunto dallo Stabæk), Magnus Powell (fine contratto) Magnus Haglund |
| Molde        | Ole Gunnar Solskjær                                                                  |
| Odd Grenland | Dag-Eilev Fagermo                                                                    |
| Rosenborg    | Jan Jönsson                                                                          |
| Sandnes Ulf  | Asle Andersen                                                                        |
| Sogndal      | Harald Aabrekk (fine contratto) Jonas Olsson                                         |
| Stabæk       | Jörgen Lennartsson (assunto dall'Elfsborg) Petter Belsvik                            |
| Strømsgodset | Ronny Deila                                                                          |
| Tromsø       | Per-Mathias Høgmo                                                                    |
| Vålerenga    | Martin Andresen                                                                      |
| Viking       | Åge Hareide (1ª-12ª) (esonerato) Kjell Jonevret (13ª-30ª)                            |

## Classifica finale
|  | Pos. | Squadra           | Pt | G  | V  | N  | P  | GF | GS | DR  |
|  | ---- | ----------------- | -- | -- | -- | -- | -- | -- | -- | --- |
|  | 1.   | Molde             | 62 | 30 | 19 | 5  | 6  | 51 | 31 | +20 |
|  | 2.   | Strømsgodset      | 58 | 30 | 17 | 7  | 6  | 62 | 40 | +22 |
|  | 3.   | Rosenborg         | 55 | 30 | 15 | 10 | 5  | 53 | 26 | +27 |
|  | 4.   | Tromsø            | 49 | 30 | 14 | 7  | 9  | 45 | 32 | +13 |
|  | 5.   | Viking            | 49 | 30 | 14 | 7  | 9  | 41 | 36 | +5  |
|  | 6.   | Brann             | 42 | 30 | 13 | 3  | 14 | 57 | 50 | +7  |
|  | 7.   | Haugesund         | 42 | 30 | 11 | 9  | 10 | 46 | 40 | +6  |
|  | 8.   | Vålerenga         | 41 | 30 | 12 | 5  | 13 | 42 | 44 | -2  |
|  | 9.   | Lillestrøm        | 39 | 30 | 9  | 12 | 9  | 46 | 47 | -1  |
|  | 10.  | Odd Grenland (-1) | 39 | 30 | 11 | 7  | 12 | 40 | 43 | -3  |
|  | 11.  | Aalesund          | 38 | 30 | 9  | 11 | 10 | 40 | 41 | -1  |
|  | 12.  | Sogndal           | 34 | 30 | 8  | 10 | 12 | 29 | 37 | -8  |
|  | 13.  | Hønefoss          | 33 | 30 | 7  | 12 | 11 | 30 | 42 | -12 |
|  | 14.  | Sandnes Ulf       | 32 | 30 | 8  | 8  | 14 | 44 | 56 | -12 |
|  | 15.  | Fredrikstad       | 30 | 30 | 9  | 3  | 18 | 42 | 59 | -17 |
|  | 16.  | Stabæk            | 17 | 30 | 5  | 2  | 23 | 25 | 69 | -44 |

Legenda:
      Campione di Norvegia e ammessa alla UEFA Champions League 2013-2014
      Ammessa alla UEFA Europa League 2013-2014
 Ammessa allo spareggio promozione/retrocessione
      Retrocessa in 1. divisjon 2013
Note:
Tre punti a vittoria, uno a pareggio, zero a sconfitta.
L'Odd Grenland ha scontato un punto di penalizzazione per irregolarità finanziarie.

## Risultati
|              | Aal  | Bra  | Fre  | Hau  | Høn  | Lil  | Mol  | Odd  | Ros  | San  | Sog  | Stb  | Str  | Tro  | Vik  | Vål  |
| ------------ | ---- | ---- | ---- | ---- | ---- | ---- | ---- | ---- | ---- | ---- | ---- | ---- | ---- | ---- | ---- | ---- |
| Aalesund     | –––– | 2-0  | 3-0  | 2-2  | 2-0  | 1-2  | 0-1  | 2-1  | 2-2  | 3-1  | 2-2  | 3-1  | 3-1  | 0-0  | 1-1  | 3-1  |
| Brann        | 2-1  | –––– | 2-0  | 3-2  | 3-2  | 2-3  | 4-1  | 6-2  | 2-1  | 3-1  | 5-0  | 2-1  | 1-2  | 0-2  | 0-0  | 1-2  |
| Fredrikstad  | 1-3  | 3-4  | –––– | 0-0  | 0-2  | 3-4  | 0-2  | 4-2  | 1-2  | 3-4  | 2-1  | 5-1  | 2-3  | 2-0  | 3-0  | 1-2  |
| Haugesund    | 4-2  | 2-1  | 1-0  | –––– | 1-1  | 1-1  | 2-0  | 0-1  | 0-1  | 3-2  | 0-0  | 4-1  | 2-3  | 1-1  | 1-0  | 4-2  |
| Hønefoss     | 3-1  | 2-1  | 1-1  | 3-2  | –––– | 0-0  | 1-1  | 1-4  | 1-4  | 1-1  | 0-0  | 0-0  | 1-1  | 0-1  | 2-2  | 1-0  |
| Lillestrøm   | 0-0  | 3-4  | 1-2  | 0-0  | 2-2  | –––– | 1-1  | 1-1  | 2-2  | 1-3  | 1-0  | 6-0  | 0-1  | 4-2  | 0-0  | 1-1  |
| Molde        | 2-1  | 2-1  | 2-0  | 1-0  | 1-0  | 3-2  | –––– | 3-1  | 2-0  | 3-2  | 2-1  | 4-3  | 2-1  | 3-2  | 1-2  | 2-0  |
| Odd Grenland | 3-0  | 1-0  | 1-1  | 2-1  | 4-0  | 2-0  | 0-0  | –––– | 0-1  | 2-2  | 0-4  | 1-2  | 2-1  | 2-2  | 1-4  | 2-3  |
| Rosenborg    | 3-0  | 3-1  | 0-1  | 0-1  | 0-1  | 1-1  | 1-0  | 0-0  | –––– | 2-0  | 0-0  | 3-1  | 3-3  | 3-0  | 1-1  | 3-0  |
| Sandnes Ulf  | 1-1  | 3-3  | 5-1  | 0-2  | 1-0  | 0-1  | 0-2  | 0-0  | 1-1  | –––– | 3-1  | 2-1  | 2-1  | 5-1  | 2-2  | 0-2  |
| Sogndal      | 1-1  | 2-0  | 1-3  | 1-1  | 0-0  | 1-0  | 2-1  | 0-1  | 0-3  | 0-0  | –––– | 3-1  | 1-1  | 1-0  | 1-2  | 1-0  |
| Stabæk       | 0-0  | 0-4  | 0-1  | 0-2  | 0-2  | 4-1  | 0-5  | 0-2  | 0-2  | 2-1  | 2-1  | –––– | 1-2  | 0-1  | 0-1  | 1-3  |
| Strømsgodset | 4-0  | 2-0  | 5-0  | 3-3  | 4-0  | 3-3  | 1-1  | 1-0  | 2-1  | 2-1  | 3-0  | 3-1  | –––– | 2-0  | 1-0  | 3-2  |
| Tromsø       | 1-0  | 2-0  | 1-0  | 2-0  | 0-0  | 5-1  | 1-1  | 0-1  | 1-1  | 3-1  | 1-1  | 3-0  | 4-0  | –––– | 5-1  | 3-1  |
| Viking       | 1-1  | 2-1  | 3-0  | 0-2  | 2-1  | 1-2  | 1-0  | 1-0  | 1-4  | 5-0  | 2-1  | 1-0  | 3-2  | 0-1  | –––– | 2-1  |
| Vålerenga    | 0-0  | 1-1  | 3-2  | 2-1  | 3-2  | 1-2  | 1-2  | 3-1  | 0-0  | 4-0  | 0-2  | 1-2  | 1-1  | 1-0  | 1-0  | –––– |

## Spareggio promozione/retrocessione
Allo spareggio vennero ammessi il Sandnes Ulf, quattordicesimo classificato in Eliteserien, e l'Ullensaker/Kisa, vincitore dei play-off di 1. divisjon. Il Sandnes Ulf vinse gli spareggi, mantenendo così la categoria.
|                 | Risultati |                 | Luogo e data               |
| --------------- | --------- | --------------- | -------------------------- |
| Ullensaker/Kisa | 0 - 4     | Sandnes Ulf     | Jessheim, 21 novembre 2012 |
| Sandnes Ulf     | 3 - 1     | Ullensaker/Kisa | Sandnes, 24 novembre 2012  |
|                 |           |                 |                            |

## Statistiche

### Classifica marcatori
| Gol |  |  | Giocatore           | Squadra                         |
| --- |  |  | ------------------- | ------------------------------- |
| 14  |  |  | Péter Kovács        | Strømsgodset                    |
| 14  |  |  | Zdeněk Ondrášek     | Tromsø                          |
| 13  |  |  | Davy Claude Angan   | Molde                           |
| 12  |  |  | Nikola Đurđić       | Haugesund                       |
| 11  |  |  | Ola Kamara          | Strømsgodset                    |
| 11  |  |  | Kim Ojo             | Brann                           |
| 11  |  |  | Rade Prica          | Rosenborg                       |
| 10  |  |  | Torgeir Børven      | Odd Grenland (8), Vålerenga (2) |
| 10  |  |  | Bořek Dočkal        | Rosenborg                       |
| 10  |  |  | Ulrik Flo           | Sogndal                         |
| 10  |  |  | Riku Riski          | Hønefoss                        |
| 10  |  |  | Alexander Søderlund | Haugesund                       |
| 9   |  |  | Chukwuma Akabueze   | Brann                           |
| 9   |  |  | Michael Barrantes   | Aalesund                        |

## Arbitri

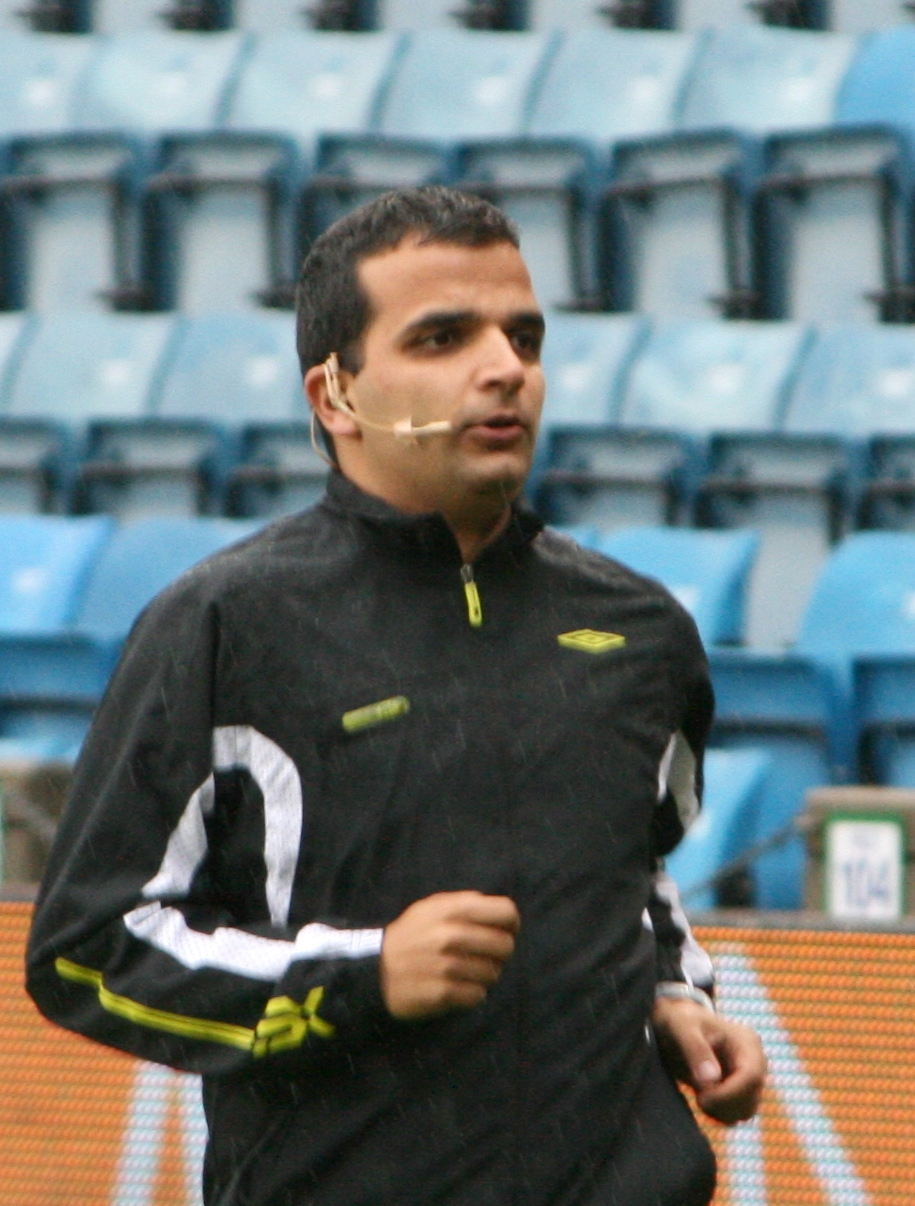
Svein-Erik Edvartsen

La Federazione calcistica della Norvegia (NFF) ha selezionato i seguenti arbitri per questa stagione della Eliteserien:
| Arbitro              | Data di nascita  |
| -------------------- | ---------------- |
| Espen Berntsen       | 12 maggio 1967   |
| Trond Ivar Døvle     | 19 agosto 1975   |
| Svein-Erik Edvartsen | 21 maggio 1979   |
| Dag Vidar Hafsås     | 26 giugno 1973   |
| Tom Harald Hagen     | 1º aprile 1978   |
| Tore Hansen          | 6 febbraio 1978  |
| Kristoffer Helgerud  | 22 novembre 1965 |
| Anders Johansen      | 17 giugno 1982   |
| Ken Henry Johnsen    | 28 luglio 1975   |
| Trygve Kjensli       | 26 gennaio 1972  |
| Svein Oddvar Moen    | 22 gennaio 1979  |
| Roy Helge Olsen      | 19 gennaio 1965  |
| Brage Sandmoen       | 22 marzo 1967    |
| Tommy Skjerven       | 25 luglio 1967   |
| Per Ivar Staberg     | 16 ottobre 1969  |
| Kjetil Sælen         | 21 febbraio 1969 |
| Tom Henning Øvrebø   | 26 giugno 1966   |